# Castillo Starý Stránov
La ruina del viejo castillo Starý Stránov, o también llamado Myškův hrádek, se encuentra en el territorio que pertenece al pueblo Písková Lhota en la región de Bohemia Central a unos 5 km al sur de la conocida ciudad industrial Mladá Boleslav y a 50 km al norte de la capital de la República Checa - Praga. 
Está situado en el pico del antiguo foso que formaba el sistema defensivo del castillo, rodeado de bosques sobre el río Jizera.

## Acceso
Acceso sin restricción, desde la población Písková Lhota o Zámostí que se encuentra debajo de la ruina. 

## Historia
La primera referencia proviene del año 1297, cuando el único propietario era Nicolás de Hrádek. No se sabe, si él mismo fue el constructor del castillo o si lo había construido otro linaje de nobles unos años antes para poder defender la ruta comercial hacia el río Lužnice, en el sur de Bohemia.
Los seguidores más importantes de la historia del castillo fue la familia de Myška de Hrádek, con cuyo nombre también se suele llamar en la actualidad. Esa realizó una reconstrucción fundamental, ya que convirtió el castillo original de madera en uno de sillares y así dio surgir a una fortaleza conocida como un punto de defensa importante. 
La familia de Myška se quedó allí hasta el año 1492 cuando fueron sustituidos por los nobles de Stránov. Aunque el nombre de la familia le dio fama a la zona y al castillo, los nobles de Stránov no eligieron el castillo como su sede y residían en otro lugar. Por este motivo el castillo poco a poco se iba arruinando convirtiéndose en el cascote después de haber perdido su posición.
- Datos: Q5756992
- Multimedia: Starý Stránov Castle / Q5756992